# Nicolae Brana
Nicolae Brana (n. 17 aprilie 1905, Mohu, România – d. 1 mai 1986, București, România) a fost un pictor, gravor, pictor religios, sculptor și ilustrator de carte român. 

## Studii
- Academia de Arte Frumoase, Cluj Napoca, România (1930);
- Academia de Artă Julien, Paris, Franța (1932).
- A studiat cu: Aurel Ciupe, Anastase Demian, Jean Paul Laurens, André Lhote
- Seminarul Pedagogic de Artă din Cluj
- Studii particulare de caligrafie și xilogravură cu Ștefan Popescu

## Cărți ilustrate
- Povești ardelenești de Ion Pop-Reteganul
- "Miorița" - cu desene de Nicolae Brana, Editura Dacia Cluj-Napoca, 1975.

## Albume de gravuri
- „Chipuri din sat” (15 gravuri), cu o prefață de Ion Vlasiu
- „Miorița” (15 gravuri), cu o prefață de Vilhem Beneș

## Premii
- Premiul pentru artă „Anastase Simu”
- Premiul pentru pictură al Ministerului Artelor din România
- Premiul Național al Salonului Oficial pentru Gravură 1938
- Premiul pentru Artă „Astra”

## Distincții
- Ordinul „Meritul Cultural” clasa a IV-a (1968) „pentru activitate deosebită în domeniul artelor plastice”[2]

## Aprecieri
| “ | Nicolae Brana este personalitatea cea mai plină de contradicții, inegală, agitată și uneori cu liniști și seninătăți care surprind. Lucrările lui Brana, în care construcția, compoziția și desenul sunt neglijate, excelează printr-o colorație ternă, plină de umbre și penumbre în care colorile complimentare fac gama minoră. Indiferent de nonconformismul lui Brana la norma tehnică a conceptului de creație, arta lui este originală și el este unul din puținii artiști ardeleni în ale cărui lucrări găsești elemente de conținut și sentiment emanate fără ocoluri, direct din virtuțile primare ale pământului. | ” |

Vilhem Beneș
| “ | Nicolae Brana a fost un pictor și un gravor prolific, lucrările lui fiind răsfirate prin muzeele din întreaga țară, dar și prin numeroase colecții particulare din țară și străinătate. Lucrarea de față este structurată în trei părți care urmăresc să contureze personalitatea pictorului și gravorului Nicolae Brana. Prima parte se oprește asupra vieții și activității artistului, iar partea a doua analizează opera lui. Cea de-a treia parte se constituie într-o antologie critică consistentă care dă posibilitatea cititorului nu numai să înțeleagă cum a fost privit Brana de către criticii plastici sau oamenii de cultură de-a lungul activității sale, dar să și pătrundă în tainele operei lui. Din multitudinea de texte presărate în publicistica vremii, la întocmirea "dosarului critic" am procedat la o selecție, urmărind nu numai opiniile pozitive, favorabile, laudative la adresa operei lui Brana, ci și pe cele criticiste, pe cele care pun accentul pe anumite lipsuri ale acesteia. Am procedat astfel în încercarea de a oferi o imagine completă asupra omului și artistului Nicolae Brana. | ” |

Sorin Radu și Costin Miron

## Lucrări ale lui Nicolae Brana în muzee
- Muzeul Anastase Simu, București
- Muzeul Național de Artă al României
- Muzeul de Artă din Constanța
- Muzeul de Artă din Bacău
- Colecția de Gravură Rreligioasă a Muzeului de Artă al Vaticanului
- Muzeul Național de Istorie al României
- Biblioteca Academiei Române
- Muzeul Brukenthal, Sibiu
- Muzeul Albertina, Viena, Secția Stampe și Gravuri
- Muzeul Național din Budapesta, Secția Stampe și Gravuri
- Colecția de Artă a Academiei de Artă Julien, Paris, Franța